# Sarotherodon
Sarotherodon is een geslacht van straalvinnige vissen uit de familie van de cichliden (Cichlidae).

## Soorten
- Sarotherodon caroli (Holly, 1930)
- Sarotherodon caudomarginatus (Boulenger, 1916)
- Sarotherodon galilaeus (Linnaeus, 1758)
  - Sarotherodon galilaeus borkuanus (Pellegrin, 1919)
  - Sarotherodon galilaeus boulengeri (Pellegrin, 1903)
  - Sarotherodon galilaeus galilaeus (Linnaeus, 1758)
  - Sarotherodon galilaeus multifasciatus (Günther, 1903)
  - Sarotherodon galilaeus sanagaensis (Thys van den Audenaerde, 1966)
- Sarotherodon knauerae Neumann, Stiassny & Schliewen, 2011
- Sarotherodon lamprechti Neumann, Stiassny & Schliewen, 2011
- Sarotherodon linnellii (Lönnberg, 1903)
- Sarotherodon lohbergeri (Holly, 1930)
- Sarotherodon melanotheron Rüppell, 1852
  - Sarotherodon melanotheron heudelotii (Duméril, 1861)
  - Sarotherodon melanotheron leonensis (Thys van den Audenaerde, 1971)
  - Sarotherodon melanotheron melanotheron Rüppell, 1852
- Sarotherodon mvogoi (Thys van den Audenaerde, 1965)
- Sarotherodon nigripinnis (Guichenot, 1861)
  - Sarotherodon nigripinnis dolloi (Boulenger, 1899)
  - Sarotherodon nigripinnis nigripinnis (Guichenot, 1861)
- Sarotherodon occidentalis (Daget, 1962)
- Sarotherodon steinbachi (Trewavas, 1962)
- Sarotherodon tournieri (Daget, 1965)
  - Sarotherodon tournieri liberiensis (Thys van den Audenaerde, 1971)
  - Sarotherodon tournieri tournieri (Daget, 1965)